# Red Hot Organization
Red Hot (RHO) – międzynarodowa organizacja charytatywna działająca na rzecz walki z AIDS, której założycielem jest John Carlin. Celem organizacji jest szerzenie wiedzy na temat AIDS i HIV przy pomocy artystów popkultury. Od roku 1989 organizacja wydała czternaście albumów kompilacyjnych przeznaczając dochody na organizacje walczące z AIDS. RHO zebrała około siedmiu milionów dolarów.